# Vasilios Skouris

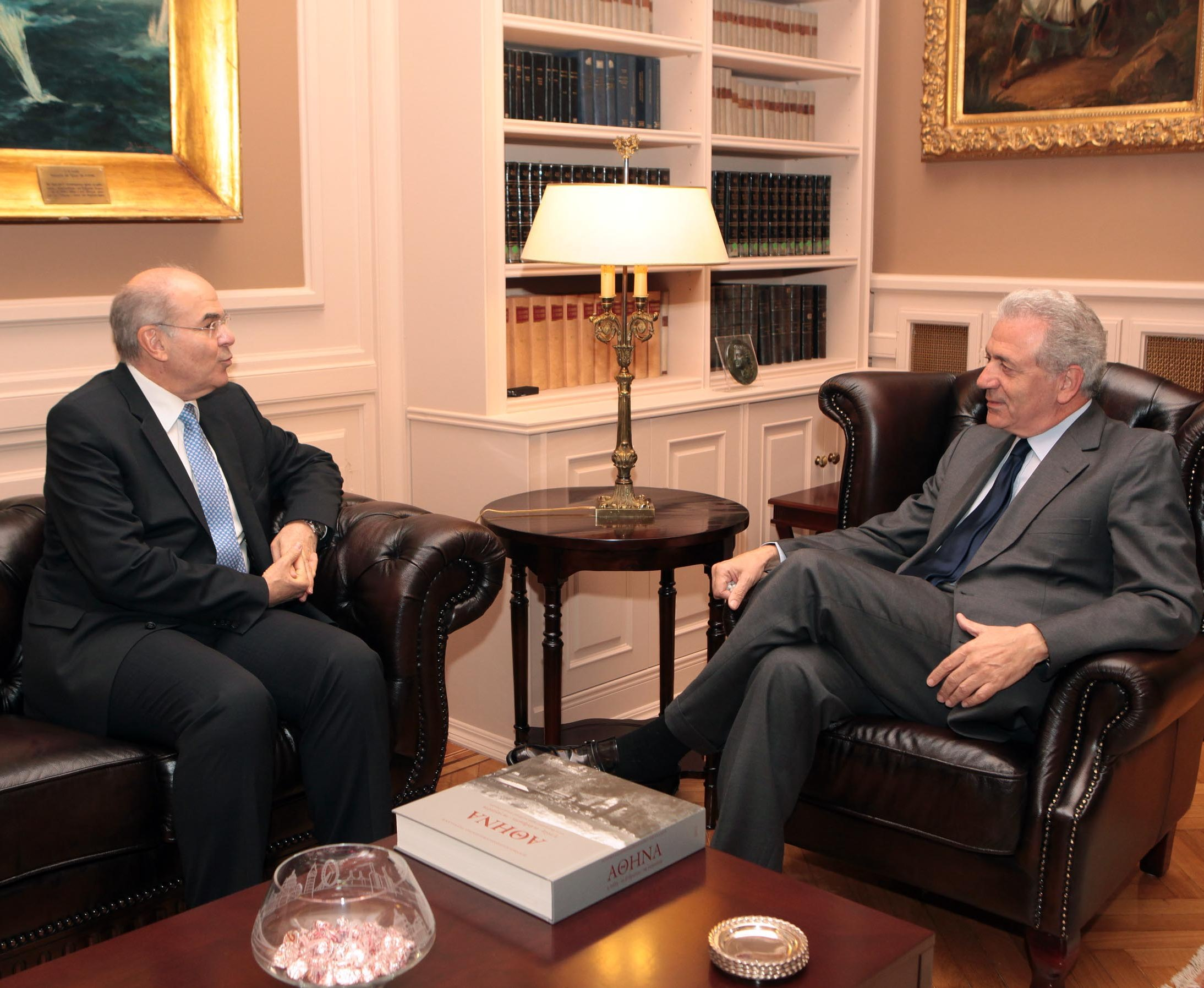
Vasilios Skouris (links) bei einem Treffen mit dem griechischen Außenminister Dimitris Avramopoulos im April 2013

Vasilios Skouris oder Vasilis Skouris (griechisch Βασίλειος Σκουρής, Βασίλης Σκουρής, * 6. März 1948 in Thessaloniki) ist ein griechischer Rechtswissenschaftler. Von 2003 bis 2015 war er Präsident des Europäischen Gerichtshofs.

## Leben und Wirken
Skouris studierte 1965 bis 1970 als Stipendiat des DAAD Rechtswissenschaften an der Freien Universität Berlin und legte dort sein Juristisches Staatsexamen ab. 1973 erlangte er an der Universität Hamburg die Doktorwürde im Verfassungs- und Verwaltungsrecht; später folgte bei Karl August Bettermann die Habilitation über Verletztenklagen und Interessentenklagen im Verwaltungsprozess. Dort war er von 1972 bis 1977 Dozent, 1977 bis 1979 war er außerordentlicher Professor für Verwaltungsrecht an der Dimokritos-Universität Thrakien, 1979 bis 1983 Professor für Öffentliches Recht an der Universität Bielefeld und ab 1982 an der Aristoteles-Universität Thessaloniki.
In den Jahren 1989 und 1996 war Skouris jeweils für wenige Monate in Übergangsregierungen Innenminister Griechenlands, um die Unabhängigkeit der Parlamentswahlen zu sichern. 1997–2005 Direktor des Zentrums für internationales Wirtschaftsrecht und Europarecht in Thessaloniki; Präsident der Griechischen Vereinigung für Europarecht (1992–1994); Mitglied des nationalen griechischen Forschungskomitees (1993–1995); Mitglied des Obersten Ausschusses für die Auswahl der griechischen Beamten (1994–1996); Kuratoriumsmitglied der Europäischen Rechtsakademie Trier (seit 1995); Mitglied des Verwaltungsausschusses der griechischen Richterakademie (1995–1996); Mitglied des Wissenschaftsrats des Ministeriums für Auswärtige Angelegenheiten (1997–1999) sowie Vorsitzender des griechischen Wirtschafts- und Sozialrats (1998); Ehrendoktor (Dr. iur. h. c.) der Universität Vilnius (2005), der Deutschen Universität für Verwaltungswissenschaften Speyer (2005), der Rechtswissenschaftlichen Fakultät der Westfälischen Wilhelms-Universität, Münster (2007) und der Juristischen Fakultät der Ruprecht-Karls-Universität Heidelberg (2010). 2014 wurde er zum Mitglied der Academia Europaea gewählt.
Skouris war ab dem 8. Juni 1999 Richter und ab dem 7. Oktober 2003 Präsident des Europäischen Gerichtshofs. Seine Amtszeit endete am 6. Oktober 2015, seit März 2016 ist er Affiliate Professor an der hamburgischen Bucerius Law School. Am 10. Mai 2017 wurde er bei dem Kongress des Weltfußballverbands FIFA in Manama, Bahrein als Nachfolger von Hans-Joachim Eckert zum Vorsitzenden der rechtsprechenden Kammer der FIFA-Ethikkommission gewählt.

## Weiteres
- Liste der Richter am Europäischen Gerichtshof